# Wielki Złatoust
Wielki Złatoust, Cerkiew Maksimilianowska – cerkiew prawosławna w Jekaterynburgu, wzniesiona w 1847 jako dzwonnica cerkwi Świętego Ducha. W czasach stalinowskich zniszczona, odbudowana w latach 2006–2008.

## Historia

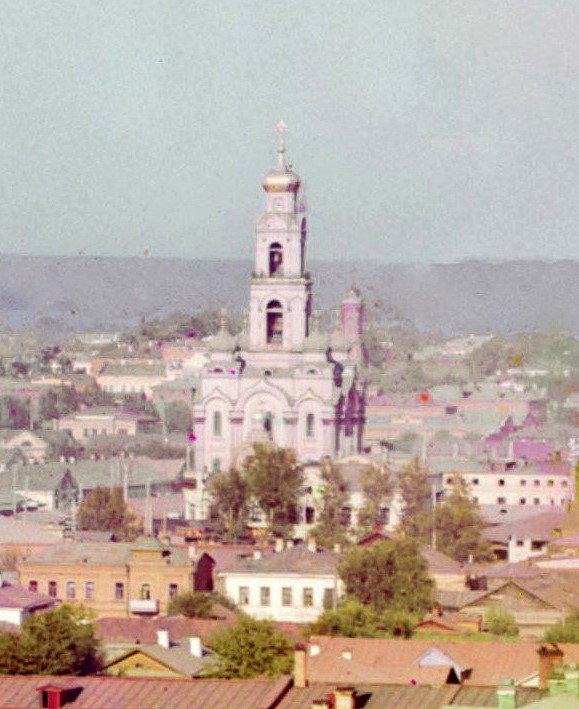
Cerkiew w 1910

W 1839 zniszczeniu w pożarze uległa dzwonnica cerkwi Świętego Ducha w Jekaterynburgu, na miejscu której wzniesiono cerkiew św. Maksymiliana nazwaną Wielkim Złatoustem. W pierwszych latach istnienia odprawiano w niej nabożeństwa jedynie w lecie, główną cerkwią parafialną pozostawała cerkiew Świętego Ducha. Od 1897 obydwa budynki były siedzibami niezależnych parafii. 
Po rewolucji październikowej początkowo uzyskano zezwolenie na opiekę nad cerkwią prowadzoną przez bractwo religijne oraz na dalsze działanie liczącej ok. 1000 wiernych parafii. Jednak już w 1920 budynek przejęły władze miejskie, które w 1922 zarządziły konfiskatę przechowywanych w nim przedmiotów wartościowych. Z cerkwi wywieziono 745 kg srebra oraz 234 kg kamieni szlachetnych należących do jej wyposażenia lub dekoracji. Następnie władze lokalne przyznały cerkiew, podobnie jak Mały Złatoust, Żywej Cerkwi, liczącej w Jekaterynburgu 123 osoby. 
W 1928, po zamknięciu cerkwi Świętego Ducha, część ocalałego z niej wyposażenia znalazła się w podziemiach Wielkiego Złatousta. W tym samym roku, pod pretekstem zagrożenia dla uczestników nabożeństw, władze zażądały zdjęcia z dzwonnicy największego z wiszących na niej dzwonów. Zamiar ten został zrealizowany mimo protestów parafian. Wreszcie 17 lutego 1930, w ramach kampanii zamykania i niszczenia cerkwi w całym ZSRR, Wielki Złatoust został zamknięty, a następnie rozebrany. Pozyskaną w ten sposób cegłę wykorzystano dla budowy obiektów użyteczności publicznej. W miejscu zajmowanym dawniej przez cerkiew umieszczony został skwer z pomnikiem Lenina i Stalina. Po „odwilży” związanej z XX zjazdem KPZR obiekt ten został usunięty, jednak w 1977 wzniesiono na tym miejscu nowy pomnik, przedstawiający Iwana Małyszewa. 
W 2006 pojawiły się plany odbudowy Wielkiego Złatousta. 14 października tego roku Wincenty, biskup jekaterynburski i wierchoturski poświęcił kamień węgielny w obecności władz miasta i obwodu swierdłowskiego. W lutym 2008 rozpoczęto prace nad odlaniem kopii zniszczonego największego dzwonu z cerkwi. 
31 sierpnia 2008 w odbudowanej cerkwi po raz pierwszy miało miejsce nabożeństwo.

## Architektura
Cerkiew reprezentuje styl bizantyjski. Wzniesiona na planie czworoboku, posiada 32 metry długości i 24,5 metra szerokości. Jest zwieńczona pięcioma kopułami zgrupowanymi wokół wieży-dzwonnicy, również wykończonej kopułą. Całość, wznosząca się na wysokość ponad 77 metrów, jest najwyższą budowlą w Jekaterynburgu. Obiekt jest bogato zdobiony rzędami fryzów tworzących motyw „oślich grzbietów”, płaskorzeźbami i pilastrami, tworzącymi portal nad wejściem do świątyni. Okna cerkwi mają kształt półkolisty i są wpisane w podobnie uformowane blendy. 
Dzwonnica posiadała pierwotnie 10 dzwonów, z których najmniejszy ważył niecałe 10 kg, zaś największy – 1662 kg. Był to czwarty co do wielkości dzwon w Carstwie Rosyjskim.
We wnętrzu cerkwi znajdował się ikonostas złożony z 23 ikon. W 1899 r. z ofiar parafian sfinansowany został zakup kolejnych 10 wizerunków świętych, które znajdowały się na ścianach świątyni. Całość była pomalowana na kolor jasnobrązowy. Oryginalne wyposażenie cerkwi nie zachowało się.